# Lomandra montana
Lomandra montana är en sparrisväxtart som först beskrevs av Robert Brown, och fick sitt nu gällande namn av Lilian Ross Fraser och Joyce Winifred Vickery. Lomandra montana ingår i släktet Lomandra och familjen sparrisväxter. Inga underarter finns listade i Catalogue of Life.